# Плопу (Караш-Северін)
Плопу (рум. Plopu) — село у повіті Караш-Северін в Румунії. Входить до складу комуни Арменіш.
Село розташоване на відстані 303 км на захід від Бухареста, 42 км на схід від Решиці, 109 км на південний схід від Тімішоари, 149 км на північний захід від Крайови.

## Населення
За даними перепису населення 2002 року у селі проживали 5 осіб, усі — румуни. Усі жителі села рідною мовою назвали румунську.